# Brynjar Jökull Guðmundsson
Brynjar Jökull Guðmundsson (* 10. März 1989 in Reykjavík, Island) ist ein isländischer Skirennläufer.
Brynjar Jökull nahm 2011 und 2013 an den Alpinen Skiweltmeisterschaften teil und startete jeweils im Slalom und Riesenslalom. Seine beste Platzierung war 2013 der 39. Platz im Slalom.
Bei den Olympischen Winterspielen 2014 in Sotschi war Brynjar Jökull einer von fünf Startern seines Landes. Im Slalom belegte er den 36. Platz und im Riesenslalom den 59. Platz.